# Leucographus catalai
Leucographus catalai är en skalbaggsart som beskrevs av Jean François Villiers 1939. Leucographus catalai ingår i släktet Leucographus och familjen långhorningar.
Artens utbredningsområde är Madagaskar. Inga underarter finns listade i Catalogue of Life.